# Louis Levasseur
Louis Levasseur (né le 27 décembre 1671 – mort le 3 juin 1748) fut notaire et était lieutenant général de la cour de l'amiral sur Île Royale, en Nouvelle-France, au large du Canada actuel.
Levasseur fit parti de la bourgeoisie en Nouvelle-France, et devient secrétaire de l'intendant Jean Bochart de Champigny à Québec. Il fut ensuite employé en France, ou il fut appointé notaire. Il revint en Nouvelle-France comme notaire à Île Royale en 1716. Deux années plus tard, il fut nommé lieutenant général de la cour de l'amiral à la Forteresse de Louisbourg.

## Référence
- Biographie à Dictionaire de biographies canadiennes en ligne